# Кшановиці
Кшанови́ці (пол. Krzanowice, нім. Kranowitz, Kranstädt) — місто в південній Польщі.
Належить до Рациборського повіту Сілезького воєводства. Адміністративний центр гміни Кшановице.

## Географія
Містом протікає річка Біла Вода.

## Демографія
Демографічна структура станом на 31 березня 2011 року:
|          | Загалом | Допрацездатний вік | Працездатний вік | Постпрацездатний вік |
| -------- | ------- | ------------------ | ---------------- | -------------------- |
| Чоловіки | 1074    | 188                | 741              | 145                  |
| Жінки    | 1180    | 185                | 728              | 267                  |
| Разом    | 2254    | 373                | 1469             | 412                  |